# Lola (hudební skupina)
Lola (dříve Lola běží) je česká pop-rocková kapela, která vznikla na začátku roku 2012. Jméno kapely vzniklo z části názvu kultovního německého filmu Lola běží o život (německy Lola rennt) z 90. let 20. století. Kapela toto vysvětluje energií snímku, kterou můžete zažít i v její tvorbě a živých koncertech.

## Historie
Kapela vznikla začátkem roku 2012 ve složení Aleš Petržela – zpěv, kytara, Petr Baláš – bicí, Markéta Slomková – baskytara, Jakub Míchal – zpěv. Po několika koncertech v prvních měsících baskytaristka pro jiný stav hudební těleso opouští a do skupiny přechází z kapely Bek Ofis nový člověk, baskytarista a vokalista Jakub Jakubec. V této sestavě následující tři roky kapela odehrála na 170 koncertů po celé ČR i SK. Kapela se po dvou letech působení na české hudební scéně jevila jedním z největších překvapení české hudební scény, což potvrdilo i udílení hudebních cen Žebřík 2013, kde se Lola běží umístila na 3. místě v kategorii Objev roku. V roce 2014 odjeli 14 koncertů v rámci turné s kapelou UDG a Voxelem. Podzim poté jeli tour s kapelou Portless (ex Support Lesbians). V létě objeli přední české festivaly a díky fanouškům se 7 týdnů drželi na předních pozicích hitparády T-music chart. Debutové album nahráli také v průběhu roku 2014 ve studiu Sono pod taktovkou Milana Cimfeho. Finální mix alba vznikl u Ecsona Waldese v jeho Biotech studiu. Kapela vydala prvních 200 kusů ve speciální edici ručně vyráběných obalů. V březnu 2015 kapelu opouští zpěvák Jakub Míchal a zpěv přebírá hlavní autor skupiny Aleš Petržela. Sestavu doplnil Vít Kopecký s druhou kytarou bluesového cítění.

### Chronologie
- jaro 2012 – 5písničkové EP Hotel Lola
- jaro 2012 – videoklip „Hotel Lola“
- podzim 2012 – vítěz diváckého hlasování soutěže kapel MBLS
- zima 2012 – 1. místo soutěže kapel Skutečná Liga 2012
- jaro 2013 – videoklip „Holka“
- jaro, léto 2013 – koncerty, festivaly (vč. Ekompilace s Wohnoutama)
- říjen 2013 – 8písničkové EP
- říjen 2013 – videoklip „Lola“
- podzim, zima 2013 – klubové koncerty (vč. Imodium tour)
- jaro 2014 – turné s UDG a Voxelem
- březen 2014 – 3. místo v kategorii Objev roku hudebních cen Žebřík 2013
- duben 2014 – videoklip „Stejně skončíme“
- léto 2014 – festivaly
- září 2014 – vydání prvního alba
- podzim 2014 – KB tour s Portless pro UNICEF
- jaro/léto 2015 – Tour s Five o’clock tea, majálesy, festivaly
- duet s Petrou Janů „Nazí a krásní“ pro Ostře sledovaná prsa
- videoklip k písním „Červenec“ a „Nazí a krásní“
- listopad 2015 – videoklip k písni „Hýbej Dýchej“
- prosinec 2015 – videoklip k písni „Ptáci“
- únor 2016 – videoklip k prvnímu singlu druhého alba „Balíky slámy“ (s R. Rosenbergem)
- jaro 2016 – LOL&TD tour
- duben 2016 – vydání druhého alba
- prosinec 2016 – videoklip „Kladnou hlavou“ (s J. Jágrem)
- únor 2017 – singl a videoklip s SharkouSs „Hra o city“
- 2017 – Dopiju a jdu tour

## Diskografie
- 2012 – EP Hotel Lola
- 2013 – EP Lalala
- 2014 – debutové album Lola běží
- 2016 – album …jako divoký koně